# Saturn Award des meilleurs décors
Le Saturn Award des meilleurs décors (initialement appelé Saturn Award for Best Set Decoration en 1976 et 1977, Saturn Award for Best Production Design en 1979 et depuis 2010) est une récompense cinématographique décernée en 1976, 1977 et en 1979 et depuis 2010 par l'Académie des films de science-fiction, fantastique et horreur (Academy of Science Fiction Fantasy & Horror Films) pour récompenser le ou les meilleurs directeurs artistiques et chefs décorateurs pour un film de science-fiction, fantastique ou d'horreur. À noter qu'une récompense similaire, le Saturn Award de la meilleure décoration artistique (Saturn Award for Best Art Decoration) a été attribuée de manière distincte en 1977

## Palmarès
Note : L'année indiquée est celle de la cérémonie, récompensant les films sortis au cours de l'année précédente. Les lauréats sont indiqués en tête de chaque catégorie et en caractères gras. Les titres originaux sont précisés entre parenthèses, sauf s'ils correspondent au titre en français.

### Années 1970
- 1976 : Robert De Vestel et Dale Hennesy pour Frankenstein Junior
- 1977 : Robert De Vestel pour L'Âge de cristal (Set Decoration)
- Dale Hennesy pour L'Âge de cristal (Art Decoration)
- 1979 : John Barry pour Superman

### Années 2010
- 2010 : Rick Carter et Robert Stromberg pour Avatar
  - Philip Ivey pour District 9
  - Stuart Craig pour Harry Potter et le Prince de sang-mêlé
  - Sarah Greenwood pour Sherlock Holmes
  - Scott Chambliss pour Star Trek
  - Alex McDowell pour Watchmen : Les Gardiens
- 2011 : Darren Gilford pour Tron : L'Héritage
  - Dante Ferretti pour Shutter Island
  - Robert Stromberg pour Alice au pays des merveilles
  - Kathy Altieri pour Dragons
  - Guy Hendrix Dyas pour Inception
  - Rick Heinrichs pour Wolfman
- 2012 : Hugo Cabret – Dante Ferretti
  - Les Aventures de Tintin : Le Secret de La Licorne (The Adventures of Tintin : The Secret of the Unicorn) – Kim Sinclair
  - Captain America: First Avenger – Rick Heinrichs
  - Harry Potter et les Reliques de la Mort - 2e partie – Stuart Craig
  - Les Immortels – Tom Foden
  - Thor – Bo Welch
- 2013 : Dan Hennah, Simon Bright et Ra Vincent pour Le Hobbit : Un voyage inattendu
  - Hugh Bateup et Uli Hanisch pour Cloud Atlas
  - Sarah Greenwood pour Anna Karénine
  - David Gropman pour L'Odyssée de Pi
  - Rick Heinrichs pour Dark Shadows
  - Eve Stewart pour Les Misérables
- 2014 : Dan Hennah pour Le Hobbit : La Désolation de Smaug
  - Philip Messina pour Hunger Games : L'Embrasement
  - Andrew Neskoromny et Carol Spier pour Pacific Rim
  - Andy Nicholson pour Gravity
  - Jan Roelfs pour 47 Ronin
  - Robert Stromberg pour Le Monde fantastique d'Oz

- 2015 : Interstellar – Nathan Crowley
  - Captain America : Le Soldat de l'hiver (Captain America: The Winter Soldier) – Peter Wenham pour
  - La Planète des singes : L'Affrontement (Dawn of the Planet of the Apes) – James Chinlund
  - The Grand Budapest Hotel – Adam Stockhausen
  - Les Gardiens de la Galaxie (Guardians of the Galaxy) – Charles Wood
  - Into the Woods – Dennis Gassner

- 2016 : Thomas E. Sanders pour Crimson Peak
  - Sabu Cyril pour La Légende de Baahubali - 1re partie
  - Ed Verreaux pour Jurassic World
  - Colin Gibson pour Mad Max: Fury Road
  - Rick Carter et Darren Gilford pour Star Wars, épisode VII : Le Réveil de la Force
  - Scott Chambliss pour À la poursuite de demain
- 2017 : Rick Carter et Robert Stromberg pour Le Bon Gros Géant
  - Owen Paterson pour Captain America: Civil War
  - Charles Wood pour Doctor Strange
  - Stuart Craig pour Les Animaux fantastiques
  - Guy Hendrix Dyas pour Passengers
  - Doug Chiang et Neil Lamont pour Rogue One: A Star Wars Story
- 2018 : Hannah Beachler pour Black Panther
  - Sarah Greenwood pour La Belle et la Bête
  - Dennis Gassner pour Blade Runner 2049
  - Paul Denham Austerberry pour La Forme de l'eau
  - Rick Heinrichs pour Star Wars, épisode VIII : Les Derniers Jedi
  - Hugues Tissandier pour Valérian et la Cité des mille planètes
- 2019 : Avengers : Endgame – Charles Wood
  - Aladdin – Gemma Jackson
  - Aquaman – Bill Brzeski
  - Dumbo – Rick Heinrichs
  - Le Retour de Mary Poppins – John Myhre
  - Shadow – Horace Ma Gwong-Wing
  - Us - Ruth De Jong

### Années 2020
- 2021 : Barbara Ling – Once Upon a Time… in Hollywood
  - Rick Carter et Kevin Jenkins – Star Wars, épisode IX : L'Ascension de Skywalker
  - Nathan Crowley – Tenet
  - Mark Friedberg – Joker
  - Patrick Tatopoulos – Maléfique : Le Pouvoir du mal
  - Ra Vincent – Jojo Rabbit

- 2022 : Patrice Vermette pour Dune
  - Sue Chan – Shang-Chi et la Légende des Dix Anneaux
  - James Chinlund (en) – The Batman
  - Fiona Crombie – Cruella
  - Tamara Deverell – Nightmare Alley
  - Jason Kisvarday – Everything Everywhere All at Once

- 2024 : Sarah Greenwood pour Barbie

- 2025 : Dune, deuxième partie – Patrice Vermette
  - Alien: Romulus – Naaman Marshall
  - Beetlejuice Beetlejuice – Matt Scruton
  - Deadpool & Wolverine – Ray Chan
  - La Planète des singes : Le Nouveau Royaume – Daniel T. Dorrance
  - Longlegs – Danny Vermette